# Vaslui
Vaslui je hlavní město stejnojmenné župy v rumunské Moldávii. Má přibližně 63 tisíc obyvatel.

## Historie
První zmínka o městě Vaslui je z roku 1435. Mezi lety 1439 a 1440 bylo během tatarských vpádů vypáleno. V roce 1475 se zde konala bitva, při níž moldavský princ Stefan cel Mare porazil osmanská vojska. Před druhou světovou válkou zde existovala početná židovská komunita. Po pádu socialismu a pozvolné transformaci v kapitalistickou zemi zde dnes vládne 15% nezaměstnanost, jedna z nejvyšších v zemi.